# Supersisters

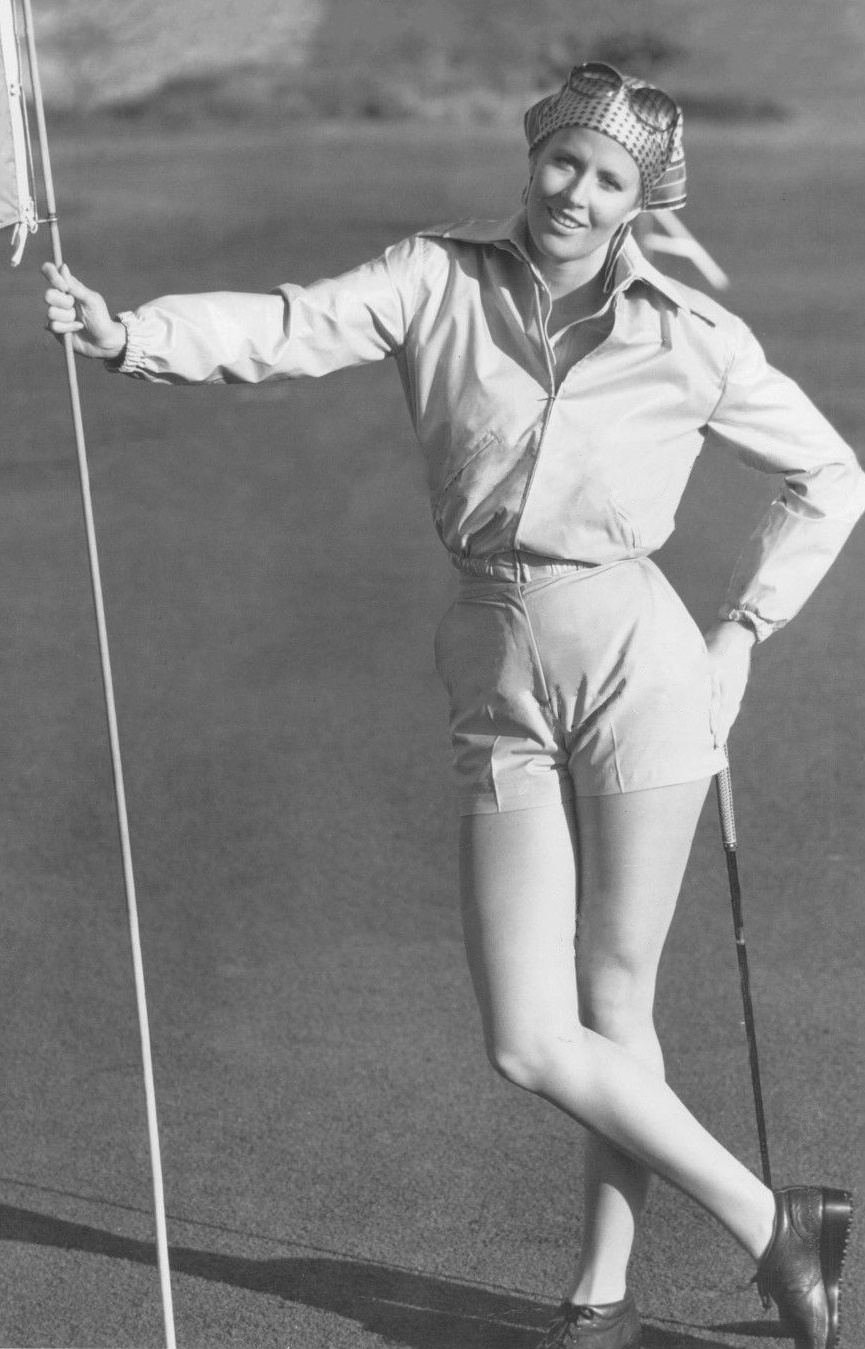
Гірськолижниця та акторка Сюзі Чаффі

Supersisters — набір із 72 колекційних карток, випущених і розповсюджених у США в 1979 році компанією Supersisters, Inc. На картках були представлені відомі жінки з політики, засобів масової інформації та сфери розваг, культури, спорту та інших сфер життя. Картки Supersisters були розроблені на противагу колекційним карткам, популярним серед дітей у США на той час, на яких переважно були зображені чоловіки.
На лицьовому боці картки була фотографія, а на зворотному її боці — персоналія.

## Історія
Картки Supersisters були створені Лоїс Річ (Lois Rich) з Ервінгтона, штат Нью-Йорк, та її сестрою, вчителькою і бібліотекаркою, засновницею відділення Національної організації жінок в штаті Огайо Барбарою Егерман (Barbara Egerman) з Ріджфілда, штат Коннектикут. Вони задумали цей проєкт у 1978 році, після того, як дочка Річ запитала її, чому на колекційних картах немає жінок. Лоїс Річ також виявила, що учні місцевої початкової школи не могли назвати навіть імена п'яти відомих американських жінок.
Річ та Егерман отримали невеликий грант від Департаменту освіти штату Нью-Йорк і написали майже 500 відомим у різних галузях американкам. Деякі з відомих жінок не відповіли або не дали згоди на участь у цьому проєкті, серед них: Джейн Фонда, Бетті Форд, Розалін Картер та Елла Грассо.
Портрети й інформація про 72 жінок з тих, хто відповіли згодою, були розміщені на картках набору. До 1981 року було продано 15 тисяч наборів карток, значна кількість — школам та коледжам.
Реакція громадськості на карти в цілому була позитивною, хоча деякі критика й назвали їх досить тривіальними.
Набори карток Supersisters зберігаються в колекціях нью-йоркського Музею сучасного мистецтва та бібліотеки Університету Айови.

## Список карток
| № картки | Особа                                                 | Рід діяльності, заслуги                                                                                             | Фото |
| -------- | ----------------------------------------------------- | --- | ---- |
| 1        | Сюзі Чаффі (англ. Suzy Chaffee)                       | Гірськолижниця та акторка                                                                                           |      |
| 2        | Ненсі Дікерсон (англ. Nancy Dickerson)                | Радіо- та тележурналістка                                                                                           |      |
| 3        | Патриція Шредер (англ. Pat Schroeder)                 | політична діячка, представляла Колорадо в Палаті представників США                                                  |      |
| 4        | Маргарет Чейс Сміт (англ. Margaret Chase Smith)       | політична діячка, перша жінка, яка працювала в обох палатах Конгресу США                                            |      |
| 5        | Лінн Селвідж (англ. Lynn D. Salvage)                  | Банкірка, президент Першого жіночого банку (англ. First Women's Bank) в Нью-Йорку                                   |      |
| 6        | Саллі Прісанд (англ. Sally J. Priesand)               | Перша рабинка в США                                                                                                 |      |
| 7        | Летті Коттін Погребін (англ. Letty Cottin Pogrebin)   | Журналістка, викладачка й громадська активістка                                                                     |      |
| 8        | Белла Абзуг (англ. Bella Abzug)                       | Адвокатка, державна й громадська діячка                                                                             |      |
| 9        | Гелен Редді (англ. Helen Reddy)                       | Співачка та композиторка                                                                                            |      |
| 10       | Лоїс Гулд (англ. Lois Gould)                          | Письменниця |      |
| 11       | Соня Манзано (англ. Sonia Manzano)                    | Акторка, сценаристка, авторка-виконавиця                                                                            |      |
| 12       | Гелен Томас (англ. Helen Thomas)                      | Журналістка, член прес-корпусу Білого дому                                                                          |      |
| 13       | Вірджинія Гамільтон (англ. Virginia Hamilton)         | Дитяча письменниця                                                                                                  |      |
| 14       | Карла Андерсон Гіллс (англ. Carla Anderson Hills)     | Адвокатка та громадська діячка                                                                                      |      |
| 15       | Мері Луїз Сміт (англ. Mary Louise Smith)              | політична діячка, голова Національного комітету Республіканської партії                                             |      |
| 16       | Маргарет Мід (англ. Margaret Mead)                    | Антропологиня |      |
| 17       | Венді Больйолі (англ. Wendy Boglioli)                 | Плавчиня, олімпійська чемпіонка                                                                                     |      |
| 18       | Джулі Гарріс (англ. Julie Harris)                     | Акторка театру, кіно та телебачення                                                                                 |      |
| 19       | Розмарі «Розі» Касалс (англ. Rosemary "Rosie" Casals) | Тенісистка, багаторазова чемпіонка турнірів Великого шолома                                                         |      |
| 20       | Еллі Петерсон (англ. Elly Peterson)                   | політична діячка, внесена до Залу слави жінок Мічигану                                                              |      |
| 21       | Мері Роуз Оакар (англ. Mary Rose Oakar)               | політична діячка, представляла Огайо в Палаті представників США                                                     |      |
| 22       | Лінда Вініков (англ. Linda Winikow)                   | політична діячка, член Сенату штату Нью-Йорк                                                                        |      |
| 23       | Лусінда Франкс (англ. Lucinda Franks)                 | Письменниця й журналістка, лауреатка Пулітцерівської премії                                                         |      |
| 24       | Бонні Тібурзі (англ. Bonnie Tiburzi)                  | Авіаторка, перша пілотеса авіакомпанії American Airlines                                                            |      |
| 25       | Леонор Салліван (англ. Leonor Sullivan)               | політична діячка, представляла Міссурі в Палаті представників США                                                   |      |
| 26       | Керолайн Берд (англ. Caroline Bird)                   | Письменниця-феміністка                                                                                              |      |
| 27       | Роза Паркс (англ. Rosa Parks)                         | Громадська діячка, піонерка руху чорношкірих за рівні права                                                         |      |
| 28       | Гелен Стевенсон Мейнер (англ. Helen Stevenson Meyner) | політична діячка, представляла Нью-Джерсі в Палаті представників США                                                |      |
| 29       | Доріо Ентоні Дваєр (англ. Doriot Anthony Dwyer)       | Флейтистка, головна флейта Бостонського симфонічного оркестру                                                       |      |
| 30       | Лінді Кокран (англ. Lindy Cochran)                    | Гірськолижниця, спеціалістка по слалому й гігантського слалому                                                      |      |
| 31       | Мексайн Кумін (англ. Maxine Kumin)                    | Поетка |      |
| 32       | Глорія Стайнем (англ. Gloria Steinem)                 | Журналістка, поетка, соціальна та політична активістка                                                              |      |
| 33       | Гледіс Нун Спеллман (англ. Gladys Noon Spellman)      | політична діячка, представляла штат Меріленд у Конгресі США                                                         |      |
| 34       | Мальвіна Рейнольдс (англ. Malvina Reynolds)           | Співачка, авторка пісень, політична активістка                                                                      |      |
| 35       | Елінор Сміл (англ. Eleanor Smeal)                     | Лідерка сучасного феміністського руху, президент «Національної організації жінок» (National Organization for Women) |      |
| 36       | Енн Карр (англ. Ann Carr)                             | Гімнастка |      |